# Konventionen angående tvångs- eller obligatoriskt arbete
Konventionen angående tvångs- eller obligatoriskt arbete (ILO:s konvention nr 29 angående tvångs- eller obligatoriskt arbete, Forced Labour Convention) är en konvention som antogs av Internationella arbetsorganisationen (ILO) den 28 juni 1930 i Genève. Konventionen förbjuder tvångsarbete och definierar i artikel två detta som "allt arbete eller tjänster som utkrävs av en person under hot om straff och personen själv inte vill utföra". Konventionen består av 33 artiklar.
Konventionen är en av ILO:s åtta kärnkonventioner.

## Ratificering
Sommaren 2014 hade 177 länder raticiferat konventionen. De länder som inte raticiferat den är:
| Afghanistan   |
| Brunei        |
| Kina          |
| Sydkorea      |
| Palau         |
| Marshallöarna |
| Tuvalu        |
| USA           |